# Osroena
Osroena (sirsko Malkuṯā d-Bēt 'Ōsrā 'Īnē, grško Όσροηνῆ [Osroenē]), po imenu svoje prestolnice poznana tudi kot Edesa, nekdanje sirsko kraljestvo v gornji Mezopotamiji na meji med sedanjo Turčijo in Sirijo, ki je od leta 132 pr. n. št. do leta 244 n.  št. doživljalo obdobja popolne do  delne avtonomije.  Uradni jezik v kraljestvu je bila sirščina.
Nabatejsko nomadsko pleme Orhojev/Orejev je izkoristilo stanje v propadajočem Selevkidskem cesarstvu in leta 136 pr. n. št. doseglo neodvisnost. Leta 120 pr. n. št. je oblast prevzel nabatejski šejk Osroes ali Orhej, po katerem je kraljestvo dobilo ime. Večina kraljev se je imenovala Abgar ali Manu in je prebivala v urbanih središčih. Med njihovo vladavino je kraljestvo prihajalo pod vedno večji aramejski kulturni vpliv in postalo  središče upora proti helenizmu. Od  5. stoletja je bilo središče sirske književnosti in učenosti. Leta 608 so Osroeno zasedli  Sasanidi Hosrova II., leta 638 pa je prišla pod oblast Arabcev.
Ozemlje Osroene ob gornjem toku Evfrata je postalo stalno bojišče vladarjev iz Male Azije, Perzije, Sirije in Armenije. Selevkidsko cesarstvo je bilo po razpadu razdeljeno med Rimsko republiko in Partsko cesarstvo. Osroena je bila od takrat večinoma pod perzijsko suverenostjo, čeprav so jo večkrat poskušali osvojiti Rimljani.

## Seznam osroenskih vladarjev
- Arju (132–127 pr. n. št.)
- Abdu (127–120 pr. n. št.))
- Fradhašt (120–115 pr. n. št.))
- Bakru I. (115–112 pr. n. št.))
- Bakru II. (112–94 pr. n. št.))
- Manu I. (94 pr. n. št.))
- Аbgar I. (94–68 pr. n. št.))
- Abgar II. (68–52 pr. n. št.))
- Manu II. (52–34 pr. n. št.))
- Pakor (34–29 pr. n. št.))
- Abgar III. (29–26 pr. n. št.))
- Abgar IV. (26–23 pr. n. št.))
- Manu III. (23–4 pr. n. št.))
- Abgar V. (4 pr. n. št.–7 n. št.)
- Manu IV. (7–13)
- Abgar V. (13–50)
- Manu V. (50–57)
- Manu VI. (57–71)
- Abgar VI. (71–91)
- Sanatruk (91–109)
- Abgar VII. (109–116)
- rimska vladavina (116–118)
- Jalur (118–122), s Partamaspatom
- Partamaspat (118–123)
- Manu VII. (123–139)
- Manu VIII. (139–163)
- Vail (163–165)
- Manu VIII. (165–167)
- Abgar VIII. Veliki (167–212)
- Abgar IX. (212–214)